# Erdélyi Mihály (orvos, 1908–1990)
Erdélyi Mihály (Győr, 1908. január 2. – Budapest, 1990. április 5.) orvos, az orvostudományok doktora (1989).

## Életpályája
Erdélyi Iván városi tanácsnok és Drobni Ida fia. A Czuczor Gergely Bencés Gimnáziumban érettségizett 1926-ban, majd 1932-ben a Pázmány Péter Tudományegyetem Orvosi karán szerezte meg diplomáját. 1936-ra letette a sebészeti és a radiológiai szakvizsgát is. 1932-ben a II. számú Sebészeti Klinika munkatársa lett, ahol előbb sebészként, majd röntgen szakorvosként dolgozott. 1938-tól 1966-ig vezette a klinika sebészeti osztályát. 1952-ben kandidátusi fokozatot is szerzett. 1943-ban a Röntgendiagnosztikai eljárások a sebészetben című munkája alapján magántanárrá habilitálták. 
1966-ban egyetemi tanári kinevezéssel az Orvostovábbképző Intézet Röntgenológiai, valamint az Országos Röntgen- és Sugárfizikai Intézet igazgatója lett 1978-ban való nyugdíjba vonulásáig. Ott működött haláláig szaktanácsadóként. 1966–1977 között a Radiológiai Közlöny című folyóirat főszerkesztője is volt.
Budapesten hunyt el 1990. április 5-én.

## Munkássága
Sokoldalú tudományos munkássága a magyar radiológia iskolateremtőjévé tette. Ő volt a röntgen-rétegfelvétel első alkalmazója. 

## Főbb munkái
- A mellrák műtét utáni röntgenbesugárzásáról (Budapest, 1939)
- A koponya rétegvizsgálata (Budapest, 1943)
- Az operált gyomor röntgenvizsgálata (Budapest, 1944.)
- Röntgen réteg vizsgálatokkal szerzett tapasztalatok (Budapest, 1944-)
- A röntgensugár alkalmazása a sebészetben (Budapest, 1948)
- Csigolyatanulmány röntgen rétegvizsgálattal (Budapest, 1954)
- A mellkasi aorta aneurysmák elkülönítésének kérdései (Budapest, 1958)
- Tüdődaganatok röntgendiagnosztikája (Budapest, 1962)
- A radiológia helye és szerepe az orvosi gyakorlatban (Budapest, 1963)
- Röntgen rétegvizsgálatok (Koppenstein Ernővel, Budapest, 1968)
- A röntgensugár és a mindennapi orvosi gyakorlat (Budapest, 1969)
- Emlővizsgálati eljárások (Budapest, 1977)

## Díjai, elismerései
- Kiváló Orvos (1961)
- Purkyne Emlékérem (1968)
- GyőrSopron Megyei Kórház Emlékérem (1971)
- Oktatásügy Kiváló Dolgozója (1974)
- Munka Érdemrend arany fokozata (1976)
- Kiváló Munkáért Érdemrend (1978)
- Alexander Béla Emlékérem (1985)
- az Orvostovábbképző Egyetem Kiváló Oktatója (1988)